# Discimus
Discimus is een softwarepakket voor het onderwijs welke verplicht gesteld is door het Vlaams Ministerie van Onderwijs en Vorming. Het pakket is ontwikkeld door het Agentschap voor Onderwijsdiensten en is in 2013 in gebruik genomen.
Discimus is een softwarepakket voor de leerlingenregistratie met als uiteindelijk doel het opbouwen van een database met inschrijvingen, uitschrijvingen, afwezigheden en leerlingenkenmerken. Deze registratie moet vervolgens dienen als leerlingvolgsysteem en voor het leveren van statistische gegevens. Op termijn moet dit pakket het verouderde WebEDISON platform vervangen. Het pakket werkt samen met reeds bestaande schooladministratiepakketten als DKO3, Broekx Schooladministratie, Informat, Smartschool en Wisa.
Neveneffect van dit systeem is ook dat het gebruikt kan worden voor het bestrijden van zogenaamde luxe-verzuim, het ziek melden van een leerling om eerder op vakantie te kunnen, en het voorkomen van dubbele schoolinschrijvingen.

## Onderscheidingen
- 2012: Agoria E-gov award.[6]
- 2013: Indigo-innovatieprijs (categorie efficiëntie)[7]